# M/S Tilda
M/S Tilda, tidigare Cinderella och Cinderella I, är en svensk passagerarfärja som sedan 2022 gör skaldjurskryssningar, olika tema-kvällar till havs, endagsutflykter och chartrade turer. Dessa har hittills främst gjorts på Öresund från Landskrona och Helsingborg samt från Malmö tur och retur till Bäckviken på Ven för det svenska rederiet Hartford Rederi AB.  Rederiet har sedan några år innan skeppet införskaffades även det något mindre passagerarfartyget M/S Vike som gör Venturer sommartid från Helsingborg. 
Tidigare har fartyget trafikerat Stockholms skärgård för Cinderellabåtarna mellan 1990 och 2021. Sedan 1 december 2021 har skeppet Landskrona som hemmahamn.